# Bestard
Bestard és una empresa de calçat de muntanya fundada el 1940 a Lloseta, Mallorca. Malgrat que originàriament feia calçat general, des del 1970 s'especialitzà en el calçat de muntanya. Posteriorment ha anat millorant els processos de fabricació i des de fa més de vint anys usa el Gore-Tex en les seves sabates.
L'empresa és al Raiguer de Mallorca, on es troben altres importants empreses de calçat com Camper, Yanko, Farrutx o Lotusse. Exporta a més de quaranta països i darrerament ha apostat per la introducció al mercat xinès.